# Арокур (Арденны)
Ароку́р (фр. Haraucourt) — коммуна во Франции, находится в регионе Шампань — Арденны. Департамент — Арденны. Входит в состав кантона Рокур-э-Флаба. Округ коммуны — Седан.
Код INSEE коммуны — 08211.
Коммуна расположена приблизительно в 210 км к северо-востоку от Парижа, в 90 км северо-восточнее Шалон-ан-Шампани, в 25 км к юго-востоку от Шарлевиль-Мезьера.

## Население
Население коммуны на 2008 год составляло 773 человека.
| 1962 | 1968 | 1975 | 1982 | 1990 | 1999 | 2008 |
| ---- | ---- | ---- | ---- | ---- | ---- | ---- |
| 815  | 901  | 889  | 859  | 841  | 785  | 773  |

## Экономика
В 2007 году среди 502 человек в трудоспособном возрасте (15—64 лет) 336 были экономически активными, 166 — неактивными (показатель активности — 66,9 %, в 1999 году было 66,5 %). Из 336 активных работали 308 человек (177 мужчин и 131 женщина), безработных было 28 (11 мужчин и 17 женщин). Среди 166 неактивных 42 человека были учениками или студентами, 44 — пенсионерами, 80 были неактивными по другим причинам.

## Фотогалерея
- Статуя Св. Мевенна, покровителя Арокура
- Старое здание вокзала
- Карта коммуны